# Узя (Мелеузовский район)
Узя (баш. Ужа) — деревня в Мелеузовском районе Республики Башкортостан Российской Федерации. Входит в состав Первомайского сельсовета.

## География

### Географическое положение
Расстояние до:
- районного центра (Мелеуз): 9 км,
- центра сельсовета (Первомайская): 7 км,
- ближайшей ж/д станции (Мелеуз): 9 км.

## Население
| 2002 | 2009 | 2010 |
| ---- | ---- | ---- |
| 274  | ↗324 | ↘242 |

### Национальный состав
Согласно переписи 2002 года, преобладающая национальность — русские (68 %).